# パイの実
パイの実（パイのみ）は、1979年9月からロッテによって発売されている菓子。

## 概要

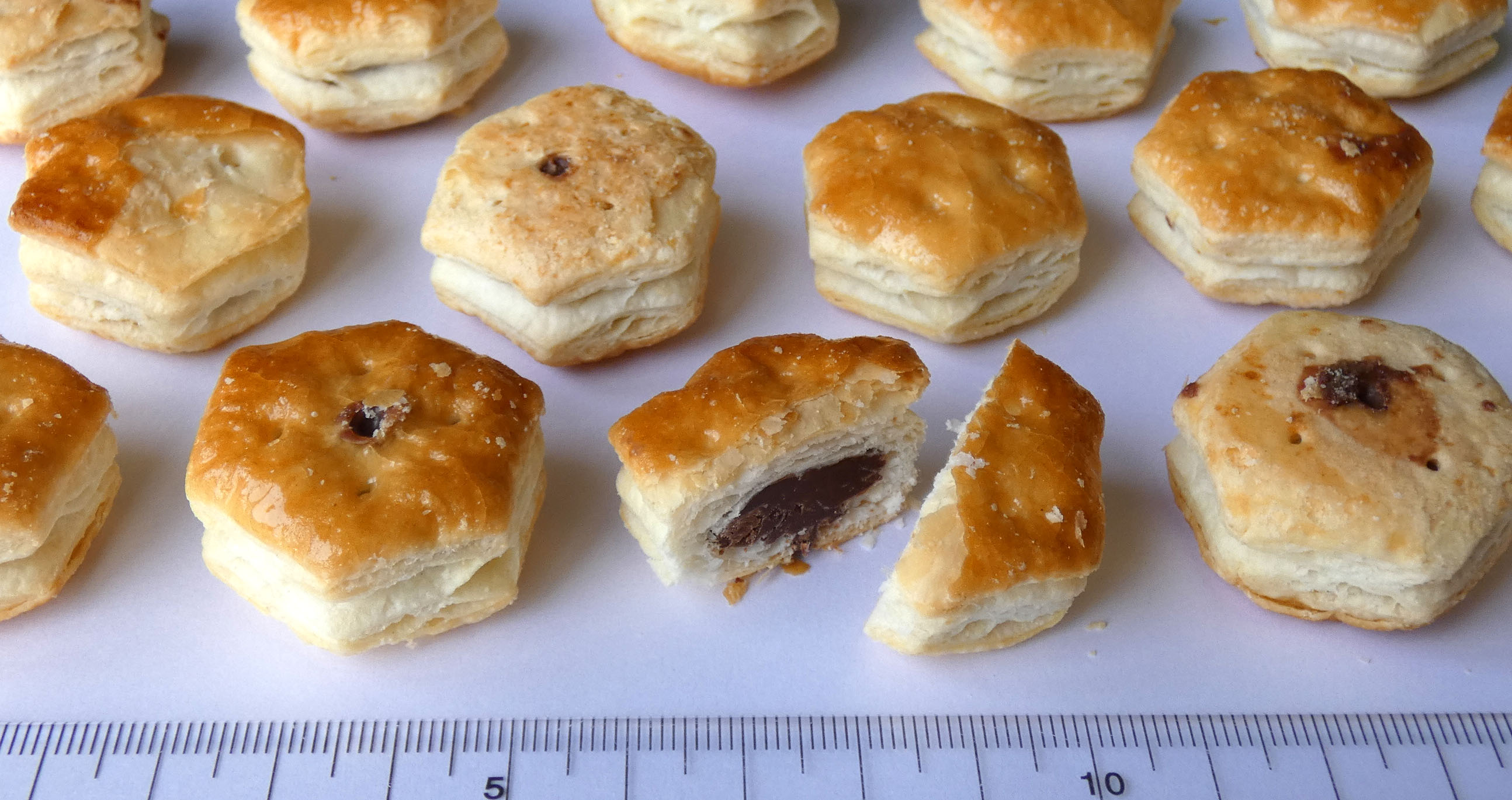

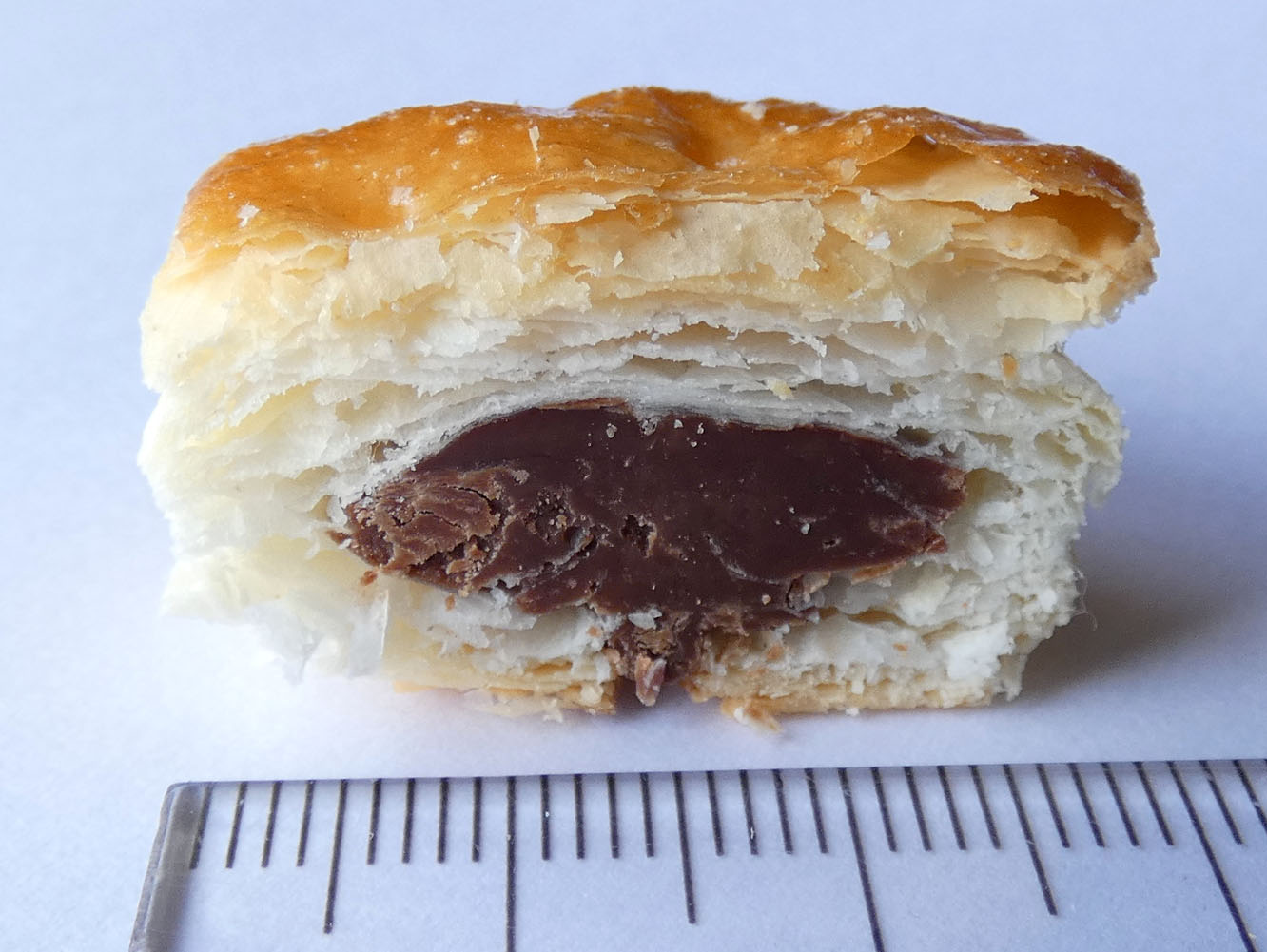
断面

64層に重ねられたパイ生地の中にチョコレートが入っている。
パンノキ（パンの木）は熱帯の植物で、焼いた実はパンのような風味がする。パッケージデザイナーは少年時代にあたかもそれが「パンが次々となる夢のような木」に感じられたという。そこから連想を働かせ、パイが次々なっていく木があったらおもしろいだろうということが、商品名の由来になっている。
チョコレートの他に冬季限定のキャラメルミルク味がある。また、地域限定版として、おおきなパイの実：バナナカスタード（東京）・抹茶（京都）・みかん（静岡）・信州りんご（長野）がある。最近では期間限定でピーチパイやマロンパイ、アップルパイ、バニラアイスクリーム味が発売されている。2019年5月には、発売40周年企画としてパイ生地の中にチョコレートが入っていない「おおきなパイのみ」が、オンラインショップ且つ数量限定で販売された。
童謡『うさぎとかめ』のメロディに合わせて歌う歌詞を消費者から募集し、「パイの実唱歌」としてパッケージの内側に掲載していたが、2015年をもって募集終了となった。
2007年4月10日にはテレビ番組「王様のブランチ」（TBS系）とコラボレーションし、ガレット・デ・ロア風アーモンドチョコレートパイ味を発売している。これは、ガレット・デ・ロアが「お菓子の王様」という意味であることから、「王様のブランチ」との語呂合わせで採用されたという（ただし、ガレット・デ・ロワの「ロワ」（rois）は、実際には『新約聖書』の東方の三博士（rois mages）のことである）。
発売元のロッテが親会社であるプロ野球チーム・千葉ロッテマリーンズでは、毎年、新入団選手によるロッテの工場見学が実施されるが、その際に選手がパイの実のパイ生地が64層もあることに驚くという記事が出ることが恒例で、半ば伝統と化している。2020年度新入団選手については新型コロナウイルス感染症流行の影響により工場見学の中止が決定していたが、新入団選手発表会の会見終了後に大きなパイの実の模型が持ち込まれ、パイ生地が64層であることがスタジアムアナウンサーの谷保恵美より説明されたことでその伝統は守られた。以降も新入団選手発表会の会見終了後にこの説明が行われるようになっているが、この伝統が知られ過ぎたがゆえか、64層について訊かれた新入団選手が既に知っていたと返す事例も起きている。
2021年4月20日、コンビニエンスストアのファミリーマートと共同開発した「パイの実みたいなデニッシュ」を発売。六角形のパイ生地の中にミルクチョコレートを入れ、パッケージも含めて見た目は「パイの実」そのままだが、重量はおよそ17倍となっている。
2022年7月19日、ロッテグループ公式オンラインモールにてパイだけのパイの実「おおきなパイのみ」を発売。「パイの実のパイ生地だけを味わって頂きたい」として、6,000個限定で販売した
。